# Christopher Hayden
Christopher Hayden er en fiktiv karakter i tv-serien Gilmore Girls spillet af David Sutcliffe. Han gik i skole med Lorelai Gilmore, med hvem han som 16-årig fik datteren Rory Gilmore. Han indvilgede i at gifte sig med Lorelai for sammen med hende at opdrage Rory, men blev afvist og figurerede ikke i deres liv i mange år. Senere fik han datteren "G.G." med Sherri. Christopher er kun en mindre del af Rorys liv i hele serien, men indimellem har han et forhold til Lorelai og er derfor mere involveret.